# Emil Strub
Emil Strub (Trimbach, Suiza, 13 de julio de 1858-12 de diciembre de 1909) fue un ingeniero suizo, constructor ferroviario e inventor de aparatos para ferrocarriles de cremallera y funiculares.
Hizo su aprendizaje en los talleres de Niklaus Riggenbach en Aarau en 1882 y 1883. Después estudió en la escuela técnica de Mittweida y trabajó en las fábricas de material ferroviario Hohenzollern y Esslingen (Alemania). A finales de 1886 regresó a Suiza como constructor en los talleres del Ferrocarril Central en Olten. El 14 de febrero de 1888 fue elegido por el Gobierno federal para el puesto de controlador de ferrocarriles de montaña. En 1901 fue nombrado inspector del recién inaugurado ferrocarril BOB en Berna.
Emil Strub se ha hecho famoso por haber inventado el sistema que lleva su nombre para el ferrocarril de cremallera. En 1896 ganó el primer premio en un concurso organizado por el ferrocarril del Jungfrau, del que luego fue director hasta 1898. Su sistema se ha aplicado en otros numerosos ferrocarriles de Suiza, Austria-Hungría, Suecia, Rusia, Alemania, Francia, España e Italia.